# شارلي براون
شارلي براون (بالإنجليزية: Charlie Brown)‏ (1 يناير 1924 في المملكة المتحدة - ) هو لاعب كرة قدم بريطاني في مركز الهجوم. لعب مع كوين أوف ساوث.